# Käthe Mende
Käthe Mende (* 2. Dezember 1878 in Frankfurt an der Oder; † 9. August 1963 in Berlin) war eine deutsche Nationalökonomin, Soziologin und Pionierin der Sozialen Arbeit.

## Leben und Wirken
Sie war die jüngste Tochter einer jüdischen Bankiersfamilie. Theater- und Konzertbesuche, die Pflege der Musik sowie ausgiebige Reisen bestimmten das Familienleben. Ihre Mutter starb, als sie 18 Jahre alt war. 

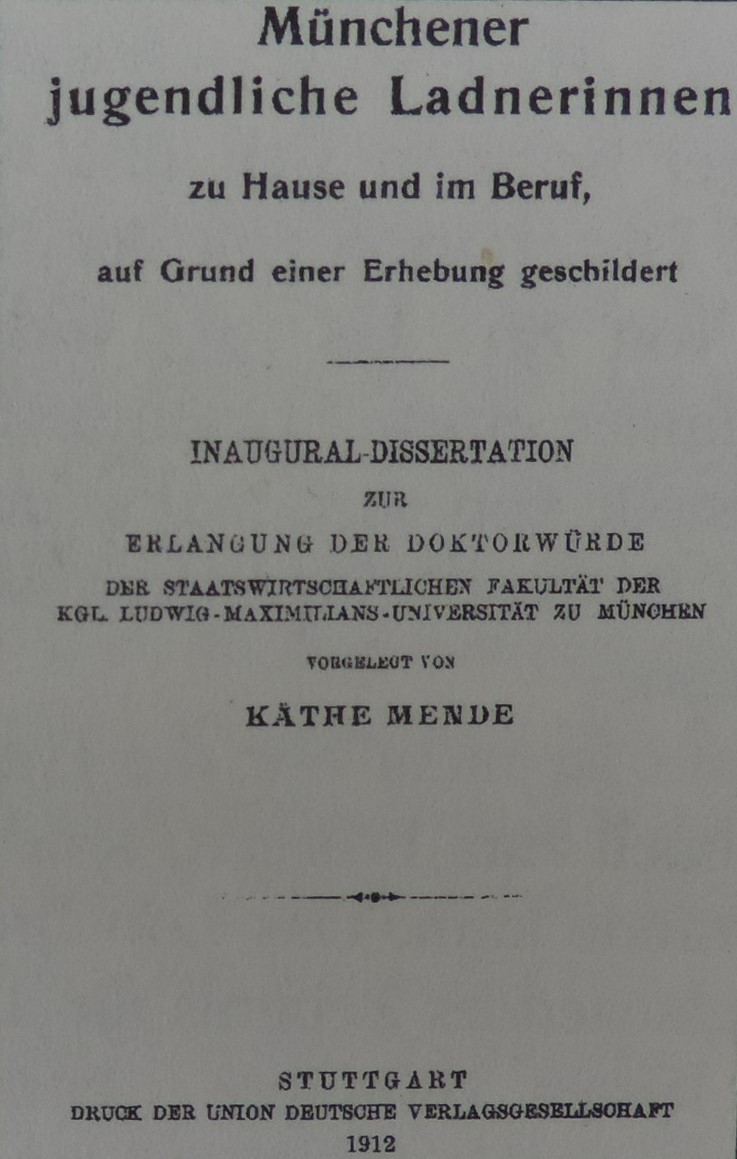
Dissertation von Käthe Mende

Das hochbegabte Mädchen hätte gerne das Gymnasium besucht, doch der Vater war strikt dagegen und bestand darauf, dass sie vorweg ein Lehrerinnenexamen absolvierte. Erst danach durfte sie als Externe an einem Charlottenburger Gymnasium das Abitur ablegen. Folgend studierte Käthe Mende ab 1897 in Freiburg im Breisgau, Berlin und München Staatswissenschaften und Philosophie, später auch Jura. In letztgenannter Stadt promovierte sie 1912 bei dem Kathedersozialisten Lujo Brentano. Das Thema ihrer Dissertation lautete: Münchener jugendliche Ladnerinnen zu Hause und im Beruf, auf Grund einer Erhebung geschildert. Diese wissenschaftliche Arbeit, die wie Lujo Brentano vermerkte sich durch wissenschaftliches Studium geschärftes und bei aller Wärme des Herzens reifes Verstandesurteil auszeichnete, gilt als eine der ersten soziologischen Studien Deutschlands. 
Nach dem Studium übersiedelte Käthe Mende nach Berlin. Dort arbeitete sie als Jugendfürsorgerin bei der Deutschen Zentrale für Jugendfürsorge. Ab 1923 leitete sie das neugegründete Deutsche Archiv für Jugendwohlfahrt und hatte die Redaktion der Zeitschrift Die Jugendfürsorge inne. Ferner gehörte sie seit 1919 zum Leitungsgremium der Jugendpflegeschule der Sozialen Arbeitsgemeinschaft Berlin (Ost). In ihrer verantwortlichen Funktion hatte sie seinerzeit maßgebend an den Reformdiskussionen um das Reichsjugendwohlfahrtsgesetz teilgenommen.
Als die Nationalsozialisten an die Macht kamen, wurde Käthe Mende aller Ämter enthoben. Fortan engagierte sie sich in jüdischen Organisationen, u. a. im Jüdischen Frauenbund (JFB) sowie als unbesoldete Mitarbeiterin in der Reichsvereinigung der Juden in Deutschland. Als Mitglied des JFB arbeitete sie auch mit Bertha Pappenheim zusammen. Letztgenannte forderte Käthe Mende auf, eine wissenschaftliche Arbeit über die jüdische Heim- und Erziehungsarbeit zu verfassen. Daraus entstand die in jüdischen Kreisen vielbeachtete Publikation, die 1936 erscheinen konnte: Das Vorkommen und Schicksal der Unehelichen unter den Juden in Deutschland. Vorläufige Erfahrungen einer Erhebung. Bertha Pappenheim bedankte sich mit folgenden Worten: 
Liebes Fräulein Dr. Mende! Hannah Karminski hat Ihnen sicher schon gesagt, wie gut und schön ich Ihre Arbeit über die  Unehelichen fand, als sie sie mir vorlas.
September 1942 wurde Käthe Mende in das KZ Theresienstadt verschleppt. Im August 1945 konnte sie nach Berlin zurückkehren und übernahm sofort wieder führende Aufgaben innerhalb der Sozialen Arbeit. Sie war u. a. Geschäftsführerin der Arbeitsgemeinschaft für freie und öffentliche Wohlfahrtspflege im amerikanischen Sektor und wirkte an der Gründung eines Nachbarschaftsheims in Berlin-Schöneberg mit. Ferner war sie Mitglied in der Deutschen Vereinigung für Jugendgerichte und Gerichtshilfen e. V.

## Werke
- Münchener jugendliche Ladnerinnen zu Hause und im Beruf, auf Grund einer Erhebung geschildert, Stuttgart 1912
- Münchener jugendliche Ladnerinnen. Mit einem Abriss der Schutzgesetzgebung und der Fachschulbildung für Verkäuferinnen, sowie einem statistischen Anhang: Die Verkäuferin im deutschen Warenhandel, Stuttgart/Berlin 1912
- Das Vorkommen und Schicksal der Unehelichen unter den Juden in Deutschland. Vorläufige Ergebnisse einer Erhebung, Frankfurt 1936
- Dreihundert Fälle der Jugendgerichtshilfe in Berlin-Neukölln 1948 und 1953, Hamburg 1958